# Ґожекали
Ґожекали (пол. Gorzekały, нім. Gorzekallen) — село в Польщі, у гміні Ожиш Піського повіту Вармінсько-Мазурського воєводства.